# Magnetron

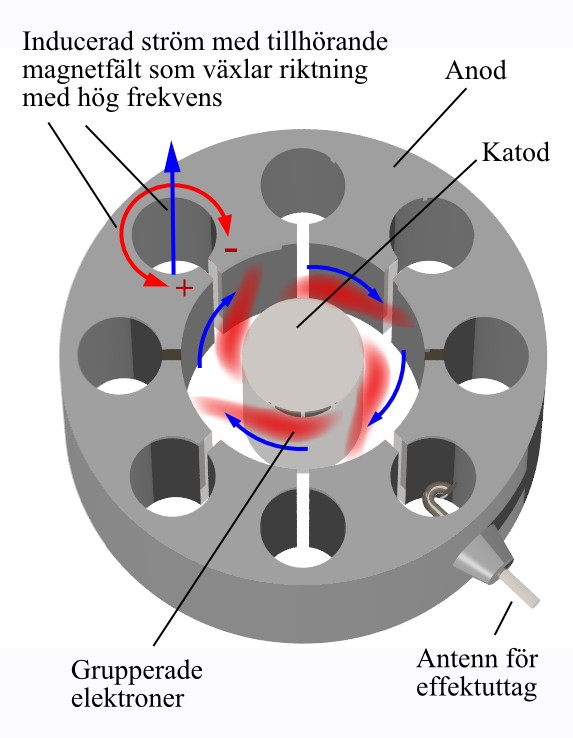
Schematisk bild av magnetron i drift. Magnetfältet i axiell riktning ej visat

En magnetron används för att vid hög effekt generera mikrovågor, för användning i till exempel radaranläggningar och mikrovågsugnar.
Om bättre frekvenskontroll önskas används en klystron eller ett vandringsvågrör.

## Uppbyggnad och funktion

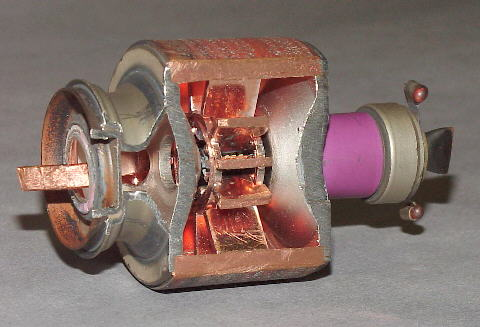
Delvis uppskuren magnetron. Magneten som ger ett axiellt riktat fält är inte med på bilden. Vågledaren syns till vänster

Magnetronen är ett slags elektronrör med en het katod i ett cylindriskt centrum. Katoden ges en starkt negativ potential av en likspänningskälla. Runt katoden finns ett vakuumutrymme och utanför detta en anod med kaviteter. Ett statiskt magnetfält är riktat axiellt och Lorentzkraften leder till att elektroner som lämnar katoden tenderar att böjas av i spiralformade banor.
När elektronerna passerar förbi kaviteterna induceras elektriska strömmar runt kaviteterna och elektronerna förlorar rörelseenergi, snabba elektroner mer än långsamma, vilket leder till att elektronerna samlas i grupper (en form av hastighetsmodulation). Bildandet av grupper av elektroner ökar den variation av rymdladdning som kaviteterna känner och ökar därmed storleken av de inducerade strömmarna.
Den växelström med tillhörande magnetfält, som induceras runt en kavitet, ger området en induktiv egenskap. Växelströmmen oscillerar mellan två med strömriktningen växlande poler, vilka ger en kapacitiv egenskap. Kavitetens resonansfrekvens (vilken också är de emitterade mikrovågornas frekvens) kan därför ges den analoga tolkningen som resonansen hos en parallellkrets för vilken gäller 
{\displaystyle f_{resonans}\approx {\frac {1}{2\pi }}{\sqrt {\frac {1}{LC}}}}
Uttag av energi görs med en antenn som är ansluten till en vågledare. Vågledaren leder mikrovågorna till förbrukningsstället, till exempel kokkammaren i en mikrovågsugn eller antennen i en radarutrustning.
Mikrovågsugnar arbetar normalt vid cirka 2,4 GHz vilket motsvarar en våglängd av cirka 12 cm medan frekvenserna hos radaranläggningar varierar över ett mycket stort område.
I en ordinär mikrovågsugn kan till exempel 1100 W generera omkring 700 W nyttig effekt, det vill säga verkningsgraden är cirka 65 %. Om mer avancerad styrning används, exempelvis växlande frekvenser, blir verkningsgraden 25–30 %.